# Zimiamvian Trilogy
O Zimiamvian Trilogy é um título dado a três romances de Eric Rücker Eddison: Mistress of Mistresses, A Fish Dinner in Memison, The Mezentian Gate.